# Benno Günther
Friedrich Ludwig Antonio Benno Günther (* 18. November 1861 in Altenburg; † 20. März 1939 in Dresden) war ein sächsischer Generalmajor.

## Leben
Günther besuchte den Kadettenkorps der sächsischen Armee und wurde am 26. November 1880 als Fähnrich dem 4. Infanterie-Regiment Nr. 103 in Bautzen überwiesen. Nach Beförderung zum Leutnant im Jahr 1881 blieb er die weiteren Jahre im Regiment und wurde 1892 in das Infanterie-Regiment „König Wilhelm II. von Württemberg“ (6. Königlich Sächsisches) Nr. 105 nach Straßburg versetzt, wo er 1893 zum Hauptmann und Kompaniechef ernannt wurde. 1900 wurde er zum Bekleidungsamt des XII. (I. Königlich Sächsisches) Armee-Korps abkommandiert, wo er am 19. Januar 1904 zum Major und am 13. Dezember 1910 zum Oberstleutnant befördert wurde. Ab 1907 diente er als Vorstand des Bekleidungsamtes und wurde in dieser Eigenschaft am 20. März 1912 zum Oberst befördert. Nach Ausbruch des Ersten Weltkrieges leitete er das Kriegsbekleidungsamt des XII. Armee-Korps und schied 1916 in dieser Eigenschaft aus dem aktiven Heeresdienst aus. Den Ruhestand verbrachte er in Dresden.